# Flagge Vanuatus

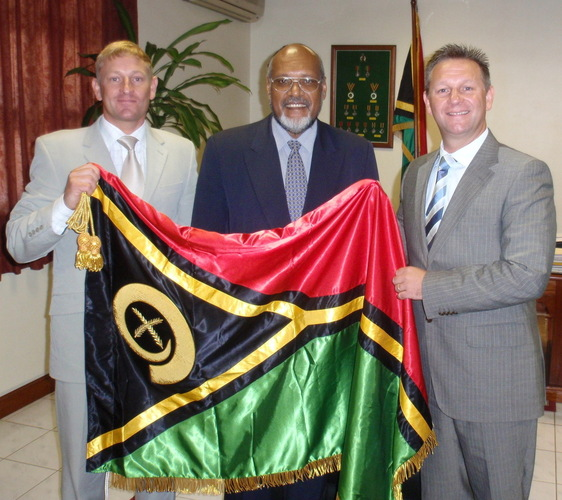
Edward Natapei (Mitte) mit der Flagge Vanuatus

Die Flagge Vanuatus wurde im Jahr 1980 offiziell angenommen. 

## Beschreibung
Die heute verwendete Nationalflagge ging aus den Parteifarben der Vanuaaku Party hervor, die das Land 1980 in die Unabhängigkeit führte. Das Design wurde von Kalontas Mahlon von der Insel Emau entworfen, und mehrere Monate vor der Unabhängigkeit von einem parlamentarischen Komitee festgelegt. Die im Verhältnis 39:6:5:6:39 angeordneten Streifen haben folgende Bedeutung:
- Gelb steht für den Sonnenschein, den Frieden und die Erleuchtung, die durch das Christentum gebracht wurde
- Grün verweist auf den Reichtum der Inseln
- Rot symbolisiert das Blut von geopferten Schweinen, sowie das Blut des Volkes und die Stärke der Traditionen
- Schwarz steht für die melanesische Bevölkerung.

Von links ragt ein schwarzes, gelb-schwarz umrandetes Dreieck bis 7:15 in die Flagge hinein. Die sich so ergebende Y-Form des gelben Balkens verweist auf die Anordnung der Inseln im Pazifischen Ozean hin. Ein gelbes Emblem im schwarzen Dreieck, zwei gekreuzte Farnblätter in einem Stoßzahn eines Keilers, stehen für Frieden bzw. Wohlstand, da der Besitz von Schweinen Reichtum bedeutet.
Es sind verschiedene Proportionen von dieser Flagge überliefert. Das offizielle Seitenverhältnis beträgt 19:36, es wird aber auch mit 3:5 oder 11:18 angegeben.
Die Flagge wurde offiziell am 18. Februar 1980 eingeführt, das Emblem am 30. Juli desselben Jahres.

## Weitere Flaggen

Seekriegsflagge
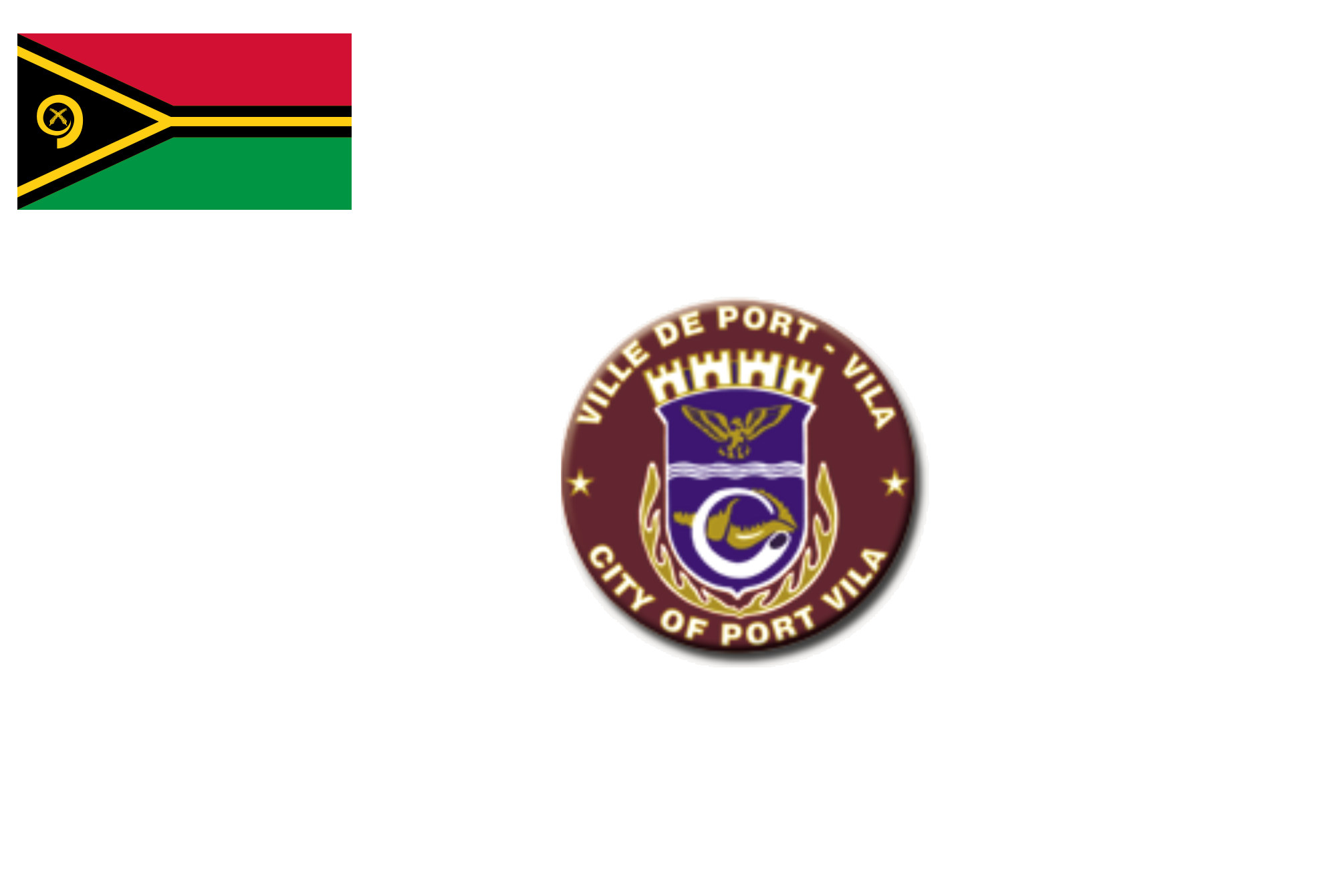
Flagge Port Vilas
Flagge Malampas
Flagge Penamas
Flagge Sanmas
Flagge Shefas
Flagge Tafeas
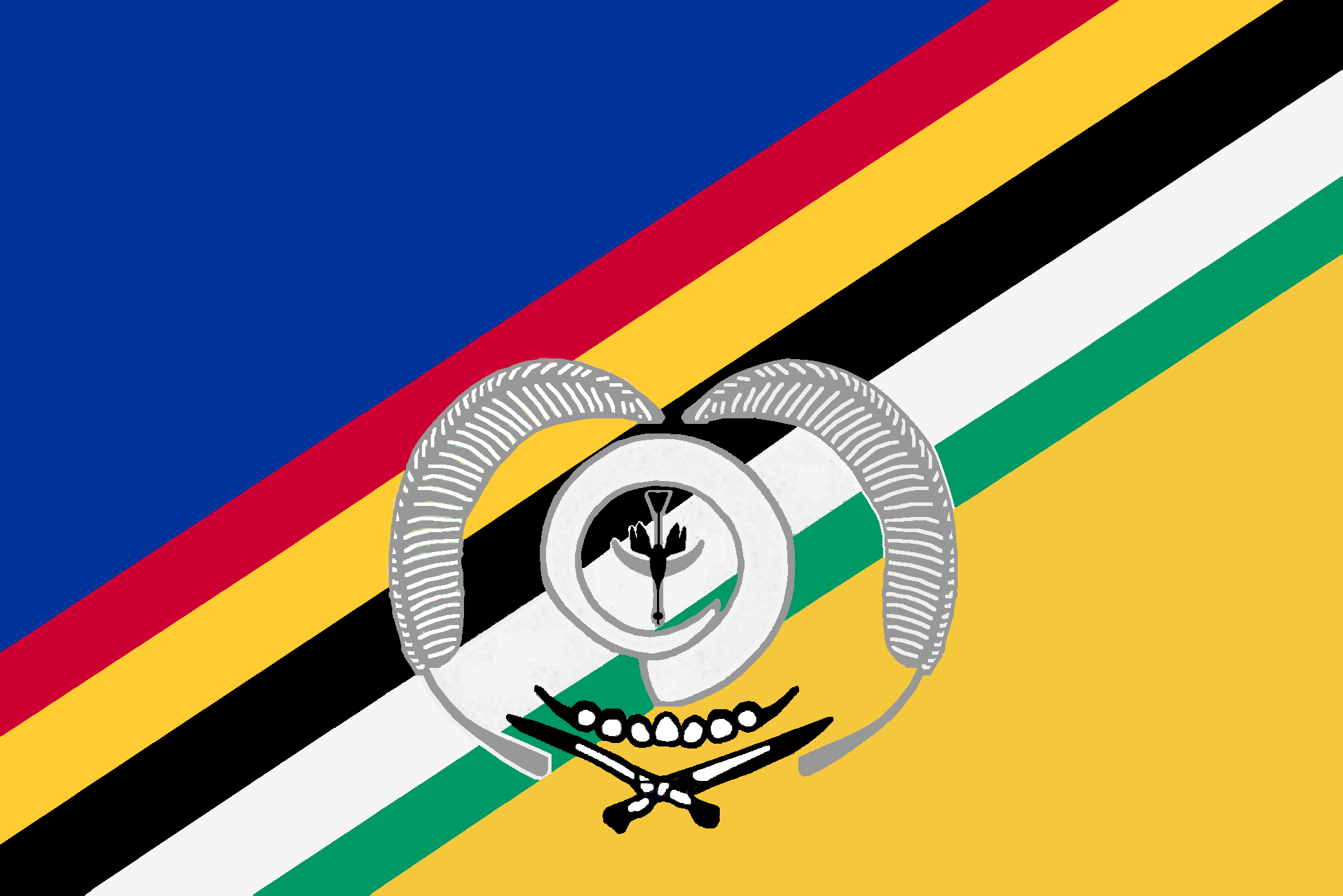
Flagge Torbas

## Flaggenhistorie
Zwischen 1889 und 1906, unter anglo-französischer Kontrolle, war eine weiß-rote vertikale Bikolore mit einem blauen Rechteck mit 5 Sternen im Zentrum in Verwendung. Anschließend verwendete die britische Administration des Kondominiums der Neuen Hebriden bis 1980 eine Blue Ensign mit einem Emblem im Flugteil. Das Emblem stellte eine Krone – bis 1953 die Tudorkrone, anschließend die Edwardskrone –, umgeben von den Worten New Hebrides, in einem weißen Vollkreis. Der Kommissar hatte eine eigene Union Flag mit selbem Emblem umkranzt im Zentrum. Die französische Verwaltung verwendete die Flagge Frankreichs.
Bei den South Pacific Games 1963 und 1966 waren eigens entworfene Flaggen in Verwendung.

1889–1906
1906–1953 (Briten)
1953–1980 (Briten)
Flagge Frankreichs (Franzosen) 1906–1940 und 1945–1980
Flagge Frankreichs (Franzosen) 1940–1945
Pazifikspiele 1963
Pazifikspiele 1966